# Illois
Illois é uma comuna francesa na região administrativa da Normandia, no departamento de Sena Marítimo. Estende-se por uma área de 14,39 km². Em 2010 a comuna tinha 409 habitantes (densidade: 28,4 hab./km²).